# Hèlice (satèl·lit)
Hèlice, també conegut com a Júpiter XLV (designació provisional S/2003 J 6), és un satèl·lit de Júpiter. Va ser descobert per un equip d'astrònoms de la Universitat de Hawaii liderat per Scott S. Sheppard el 2003.
Hèlice té uns 4 quilòmetres de diàmetre i orbita Júpiter en una distància mitjana de 20.5407 Mm en 601,402 dies, amb una inclinació de 155° respecte a l'eclíptica (156° respecte a l'equador de Júpiter), en direcció retrògrada i amb una excentricitat orbital de 0,1375.
Va ser anomenat així el març del 2005 en honor d'Hèlice, una de les nimfes que van criar Zeus (Júpiter) en la seva infància a Creta.
Hèlice pertany al grup d'Ananké, format per satèl·lits retrògrads que orbiten Júpiter en una distància d'entre 19,3 i 22,7 Gm amb inclinacions d'uns 150º.